# 国参
國參（？—？），姬姓，名參，字子思，谥桓，又称桓子思。鄭國卿大夫，子产之子，七穆之一国氏。

## 生平
前510年冬，國參代表鄭國與魯國仲孫何忌、晉國韓不信、齊國高張、宋國仲幾、衛國世叔申、曹、莒、薛、杞、小邾等國大夫為於城周築城而會盟。。
前490年，郑国的驷秦因为奢侈被杀，国参对他予以批评。前488年，宋国攻打曹国，国参认为宋国若据有曹国，是郑国的忧患，不能不救。但是第二年，曹国还是灭亡了。

## 子孙
- 子：国珍，字子玉，武子
  - 孙：国卑，字子乐，显庄子[5]